# Brasil na Copa das Confederações
O Brasil, representado pela Seleção Brasileira de Futebol, participou de 7 edições (até 2017) da Copa das Confederações, sediando o torneio por uma vez, e tendo obtido 4 conquistas e por 1 vez o vice-campeonato.

## Desempenho
| 1992   | Não participou |
| 1995   | Não participou |
| 1997   | Campeão        |
| 1999   | Vice-campeão   |
| / 2001 | Quarto lugar   |
| 2003   | Primeira fase  |
| 2005   | Campeão        |
| 2009   | Campeão        |
| 2013   | Campeão        |
| 2017   | Não participou |

Predefinição:Brasil na Copa das Confederações